# Dreamspace
Dreamspace és el tercer àlbum d'estudi de la banda de power metal finlandesa Stratovarius. L'àlbum va ser editat el 9 de febrer de 1994 a través de la discogràfica T&T, una discogràfica filial de l'alemanya Noise Records. Es tracta del primer àlbum en el que participa el baixista Jari Kainulainen i l'últim àlbum de Timo Tolkki com a vocalista, ja que a partir del següent àlbum, Fourth Dimension, s'ocuparia exclusivament de les guitarres. Durant la gravació de l'àlbum, el baterista Tuomo Lassila va patir lesions de consideració a les mans que el van impedir tocar durant un temps i les pistes de bateria restants les va assumir el baterista Sami Kuoppamaki, un bateria de sessió especialitzat en jazz. L'àlbum mostra una visió pessimista i crítica amb la societat del moment.
La cançó "Wings of Tomorrow" va ser editada com a single de l'àlbum.

## Llista de cançons
Totes les cançons foren compostes per Timo Tolkki.
| Núm.          | Títol                   | Lletra                | Durada  |
| ------------- | ----------------------- | --------------------- | ------- |
| 1.            | «Chasing Shadows»       | Tolkki                | 4:38    |
| 2.            | «4th Reich»             | Tolkki                | 5:49    |
| 3.            | «Eyes of the World»     | Tolkki                | 5:57    |
| 4.            | «Hold on to Your Dream» | Tolkki, Tuomo Lassila | 3:34    |
| 5.            | «Magic Carpet Ride»     | Tolkki                | 4:49    |
| 6.            | «We Are the Future»     | Tolkki                | 5:20    |
| 7.            | «Tears of Ice»          | Tolkki                | 5:15    |
| 8.            | «Dreamspace»            | Tolkki                | 5:58    |
| 9.            | «Reign of Terror»       | Tolkki                | 3:29    |
| 10.           | «Thin Ice»              | Lassila               | 4:23    |
| 11.           | «Atlantis»              | Instrumental          | 1:08    |
| 12.           | «Abyss»                 | Lassila               | 4:59    |
| 13.           | «Shattered»             | Lassila               | 3:30    |
| 14.           | «Wings of Tomorrow»     | Tolkki                | 5:08    |
| Durada total: | Durada total:           | Durada total:         | 1:03:57 |

| 15. | «Full Moon» | Tolkki | 4:33 |

## Crèdits
- Timo Tolkki – veu, guitarres, enginyer de so, mescla, producció.
- Antti Ikonen – teclats
- Jari Kainulainen – baix elèctric
- Tuomo Lassila – bateria (pistes 1, 2, 5, 8–12, 14), percussió, flauta travessera
- Sami Kuoppamäki – bateria (tracks 3, 4, 6, 7, 13)
- Sole – oboè a "Tears of Ice"
- Mikko Karmila – mescla
- Markus Itkonen – disseny artístic de la portada